# Masłów (Święty Krzyż)
Masłów is een dorp in het Poolse woiwodschap Święty Krzyż, in het district Kielecki. De plaats maakt deel uit van de gemeente Masłów en telt 1528 inwoners.